# XFS
XFS er et højeffektivt journalbaseret filsystem skabt af Silicon Graphics til deres operativsystem IRIX. I maj 2000 frigav Silicon Graphics XFS under GNU General Public License.
XFS er blevet taget ind i linuxkernen i version 2.4.25, da Marcelo Tosatti vurderede, at det var stabilt nok, og i 2.6 kernen, hvilket gør det tilgængeligt på næsten alle linuxsystemer.
Installationsprogrammerne for distributionerne SuSE, Gentoo, Mandriva, Slackware, Ubuntu og Debian tilbyder alle XFS som filsystem.
Det er muligt at gøre et XFS-filsystem større, mens det er monteret. Det er ikke muligt at krympe XFS-filsystemer.